# Stachanow (Ort)
Stachanow (ukrainisch und russisch Стаханов – ukrainisch offiziell seit dem 12. Mai 2016 wieder Кадіївка/ Kadijiwka) ist eine Stadt in der Oblast Luhansk im Osten der Ukraine mit etwa 76.000 Einwohnern (2016).

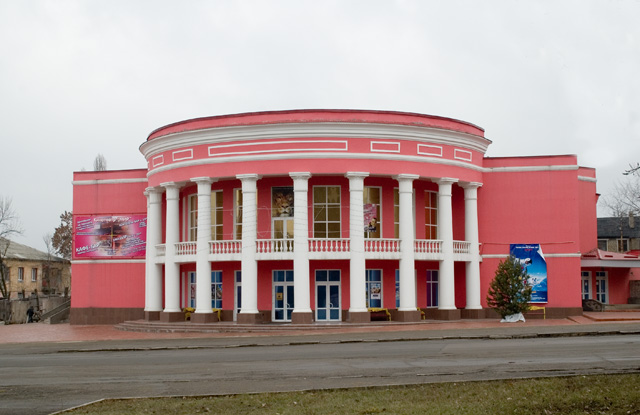
Filmtheater „Mir“ in Stachanow

Die vom Kohlebergbau dominierte Stadt befindet sich etwa 50 km westlich der Oblasthauptstadt Luhansk in der Donbass-Region.

## Geschichte
Die Stadt hieß bis 1978 Kadijiwka (Кадіївка), zwischen 1937 und 1940 auch kurzzeitig Serho (Серго) und wurde dann nach Alexei Stachanow umbenannt.
Vom Juli 1942 bis zum 3. September 1943 war die Stadt von Truppen der deutschen Wehrmacht besetzt. Von 1937 bis 2008 verkehrte in der Stadt die Straßenbahn Stachanow (Стахановський трамвай), ein seit 1970 bestehendes Oberleitungsbussystem (ukrainisch Стахановський тролейбус) wurde Mitte 2011 eingestellt.
Seit Sommer 2014 ist die Stadt im Verlauf des Ukrainekrieges durch Separatisten der Volksrepublik Lugansk besetzt.

## Stadtgemeinde
Am 12. Juni 2020 wurde die Stadt (formell durch ukrainische Behörden aber de facto nicht durchgeführt) zum Zentrum der neugegründeten Stadtgemeinde Kadijiwka (Кадіївська міська громада/Kadijiwska miska hromada). Zu dieser zählen auch die Städte Almasna, Brjanka, Irmino, Kirowsk und Perwomajsk, die Siedlungen städtischen Typs Donezkyj, Frunse, Hanniwka, Hlybokyj, Juschna Lomuwatka, Kalynowe, Lomuwatka, Tscherwonohwardijske und Werhuliwka, die 13 in der untenstehenden Tabelle aufgelisteten Dörfer sowie die Ansiedlungen Holubiwske, Krynytschne, Molodischne, Nowyj, Tawrytschanske und Tscherwonyj Prapor, bis dahin bildete die Stadt zusammen mit den Städten Almasna und Irmino die gleichnamige Stadtratsgemeinde Stachanow (Стахановська міська рада/Stachanowska miska rada) direkt unter Oblastverwaltung stehend.
Am 17. Juli 2020 wurde der Ort ein Teil des Rajons Altschewsk.
Folgende Orte sind neben dem Hauptort Stachanow Teil der Gemeinde:
| Name                     | Name               | Name                                             |
| ukrainisch transkribiert | ukrainisch         | russisch                                         |
| ------------------------ | ------------------ | ------------------------------------------------ |
| Almasna                  | Алмазна            | Алмазная (Almasnaja)                             |
| Berdjanka                | Бердянка           | Бердянка                                         |
| Beresiwske               | Березівське        | Березовское (Beresowskoje)                       |
| Bohdaniwka               | Богданівка         | Богдановка (Bogdanowka)                          |
| Brjanka                  | Брянка             | Брянка                                           |
| Datschne                 | Дачне              | Дачное (Datschnoje)                              |
| Donezkyj                 | Донецький          | Донецкий (Donezki)                               |
| Frunse                   | Фрунзе             | Фрунзе                                           |
| Hanniwka                 | Ганнівка           | Анновка (Annowka)                                |
| Hlybokyj                 | Глибокий           | Глубокий (Gluboki)                               |
| Holubiwske               | Голубівське        | Голубовское (Golubowskoje)                       |
| Irmino                   | Ірміно             | Ирмино                                           |
| Juschna Lomuwatka        | Южна Ломуватка     | Южная Ломоватка (Juschnaja Lomowatka)            |
| Kalynowe                 | Калинове           | Калиново (Kalinowo)                              |
| Kalynowe-Borschtschuwate | Калинове-Борщувате | Калиново-Борщеватое (Kalinowo-Borschtschewatoje) |
| Kirowsk                  | Кіровськ           | Кировск                                          |
| Krynytschne              | Криничне           | Криничное (Krinitschnoje)                        |
| Lomuwatka                | Ломуватка          | Ломоватка (Lomowatka)                            |
| Molodischne              | Молодіжне          | Молодёжное (Molodjoschnoje)                      |
| Nadariwka                | Надарівка          | Надаровка (Nadarowka)                            |
| Nowyj                    | Новий              | Новый (Nowy)                                     |
| Oleniwka                 | Оленівка           | Оленовка (Olenowka)                              |
| Perwomajsk               | Первомайськ        | Первомайськ (Perwomaisk)                         |
| Poljowe                  | Польове            | Полевое (Polewoje)                               |
| Saritschne               | Зарічне            | Заречное (Saretschnoje)                          |
| Stepaniwka               | Степанівка         | Степановка (Stepanowka)                          |
| Tawrytschanske           | Тавричанське       | Тавричанское (Tawritschanskoje)                  |
| Tscherwonohwardijske     | Червоногвардійське | Червоногвардейское (Tscherwonogwardeiskoje)      |
| Tscherwonyj Lyman        | Червоний Лиман     | Червоный Лиман (Tscherwony Liman)                |
| Tscherwonyj Prapor       | Червоний Прапор    | Червоный Прапор (Tscherwony Prapor)              |
| Werhuliwka               | Вергулівка         | Вергулёвка (Werguljowka)                         |
| Wesnjane                 | Весняне            | Весняное (Wesnjanoje)                            |
| Wesselohoriwka           | Веселогорівка      | Веселогоровка (Wesselogorowka)                   |

## Bevölkerungsentwicklung
| 1923  | 1926   | 1939    | 1959    | 1970    | 1979    | 1989    | 2001   | 2005   | 2016   |
| ----- | ------ | ------- | ------- | ------- | ------- | ------- | ------ | ------ | ------ |
| 8.292 | 17.837 | 134.920 | 180.205 | 137.138 | 108.043 | 112.023 | 90.152 | 84.427 | 75.928 |

Quelle: 

## Söhne und Töchter der Stadt
- Grischa Filipow (1919–1994), bulgarischer Politiker und Ministerpräsident
- Irina Lewtschenko (1924–1973), russische Schriftstellerin, Trägerin der Florence-Nightingale-Medaille
- Anatoli Kornukow (1942–2014), russischer Armeegeneral, Oberbefehlshaber der Russischen Luftstreitkräfte[6]
- Ihor Hubskyj (1954–2022), Kunstmaler
- Oleh Suslow (* 1969), Fußball-Nationaltorhüter
- Oleksandr Chwoschtsch (* 1981), Ringer[7]
- Oleksij Kasjanow (* 1985), Zehnkämpfer